# Пріорська вулиця
Пріо́рська ву́лиця — вулиця в Оболонському районі міста Києва, місцевість Пріорка. Пролягає від Вишгородської до Коноплянської вулиці.
Прилучаються вулиці Макіївська, Автозаводська, Новозабарська і Бережанська.

## Історія
Вулиця виникла у XIX столітті під назвою Новозапа́динська (як продовження Запа́динської вулиці, що існує і тепер). 
З 1955 року отримала назву Радомишльський провулок. 
З 1963 року — вулиця Полупанова, на честь учасника встановлення радянської влади в Україні, радянського військового діяча Андрія Полупанова (у 1957–1962 роках назву вулиця Полупанова мала сучасна вулиця Ярославів Вал). 
Сучасна назва, що походить від місцевості Пріорка, — з 2016 року.
Сучасна забудова — з середини XX століття.

## Зображення

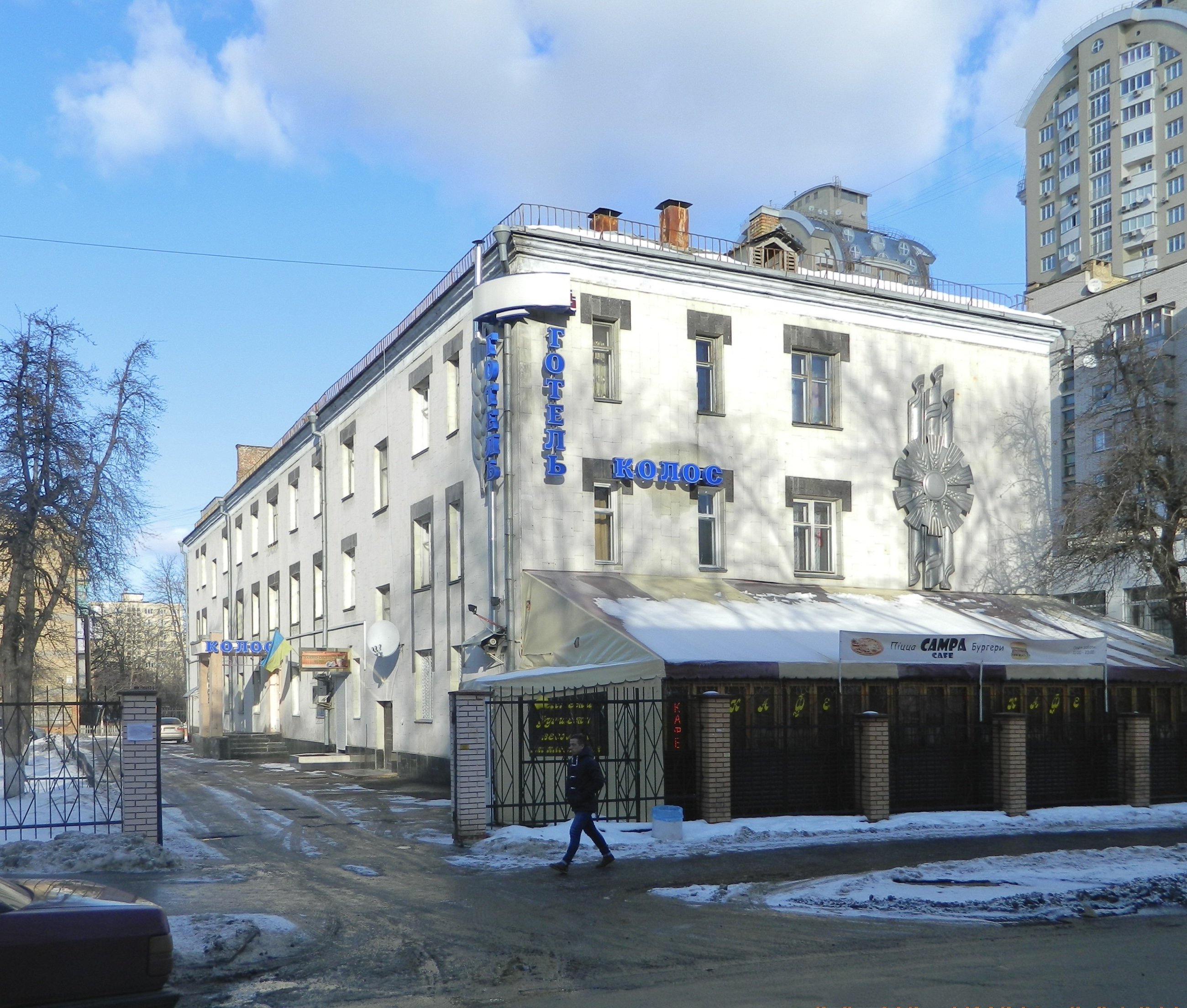
Готель «Колос» (буд. № 3-А)
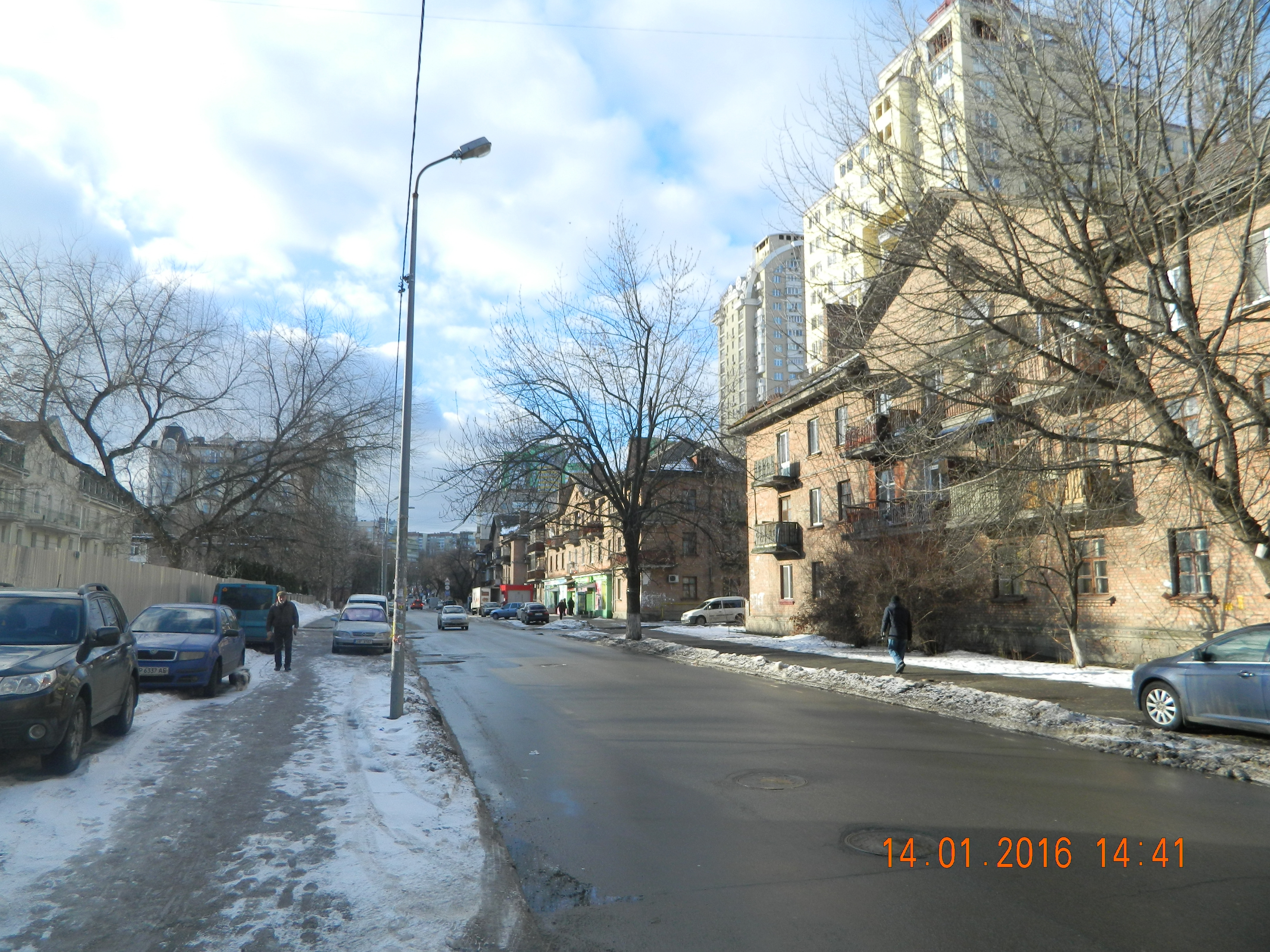
Вигляд від вул. Автозаводської. Праворуч двоповерхові будинки початку 1950-х років (буд. № 13 і 11)
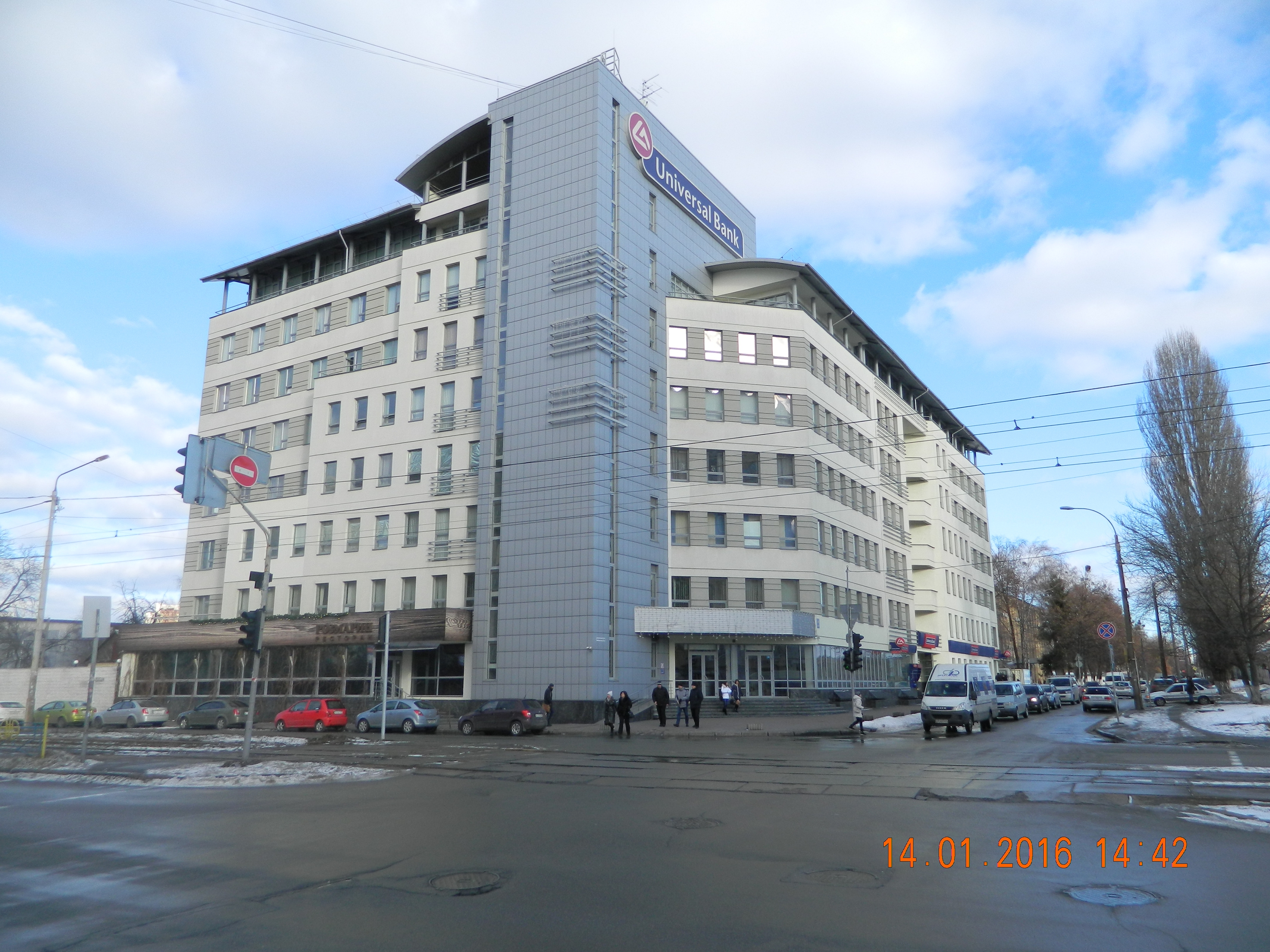
Офісна будівля на розі Пріорської та Автозаводської вулиць (буд. № 19)
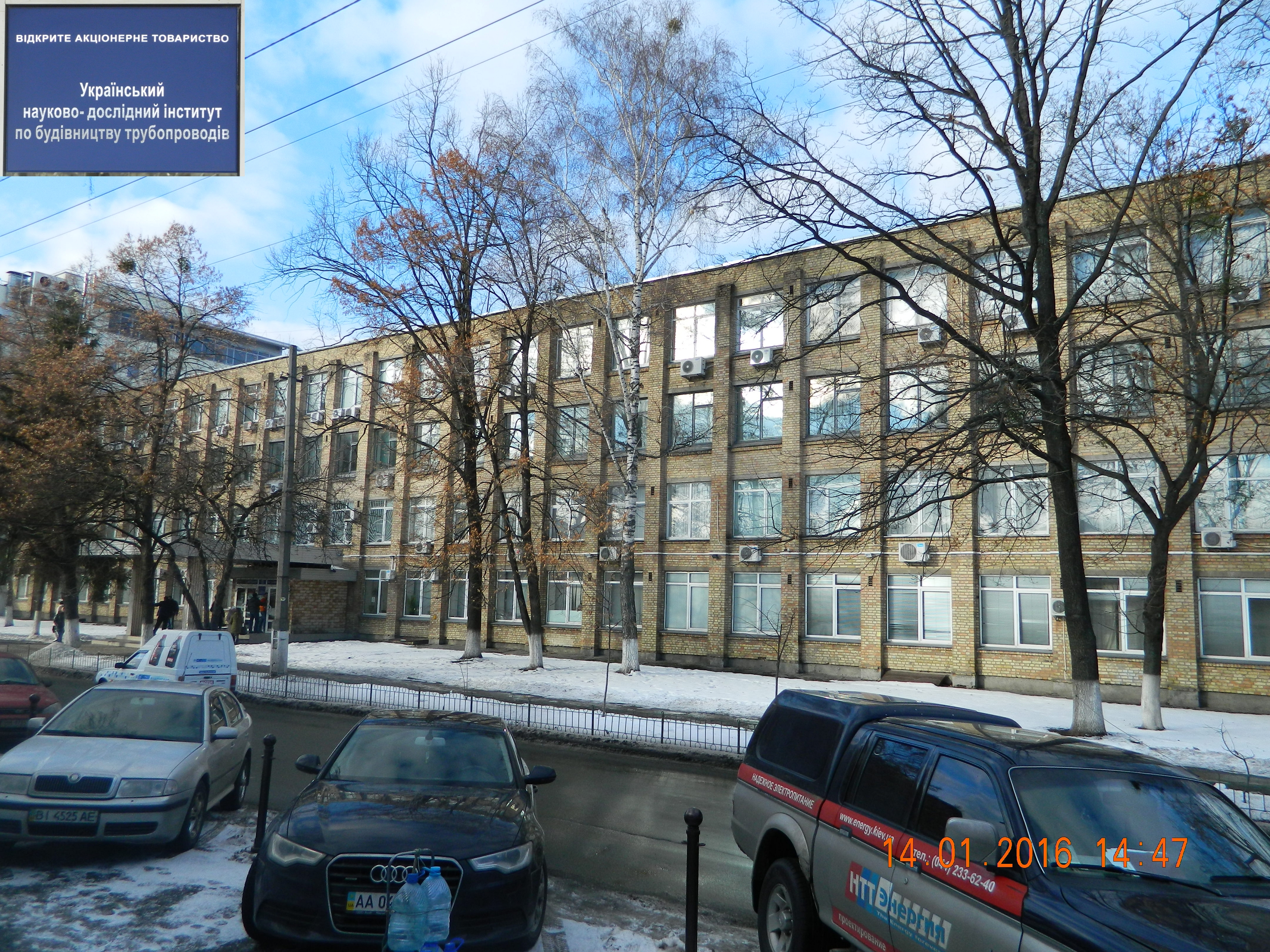
ВАТ «Український науково-дослідний інститут по будівництву трубопроводів» (буд. № 21)
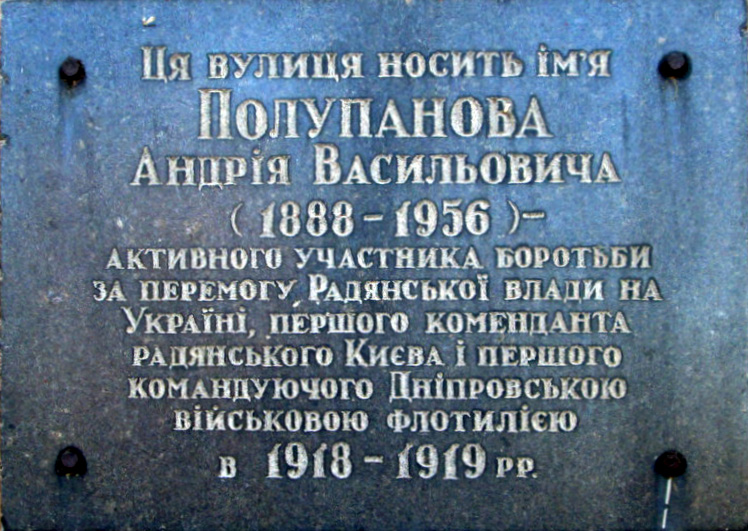
Анотаційна дошка з колишньою радянською назвою вулиці на буд. № 6 (демонтовано 2015 року)